# Laccophilus tiphius
Laccophilus tiphius är en skalbaggsart som beskrevs av Guignot 1955. Laccophilus tiphius ingår i släktet Laccophilus och familjen dykare. Inga underarter finns listade i Catalogue of Life.